# Ertazminda-Kathedrale

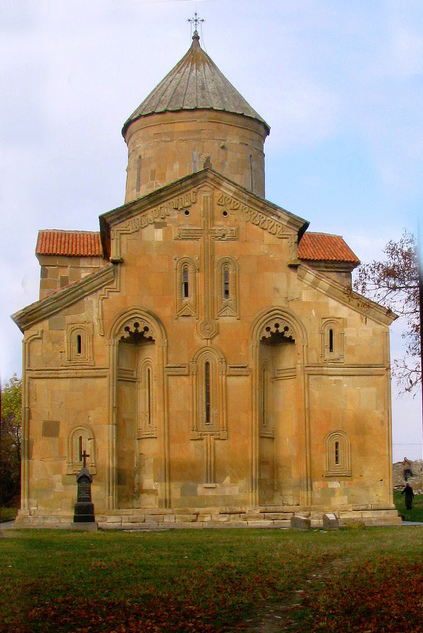
Ertazminda

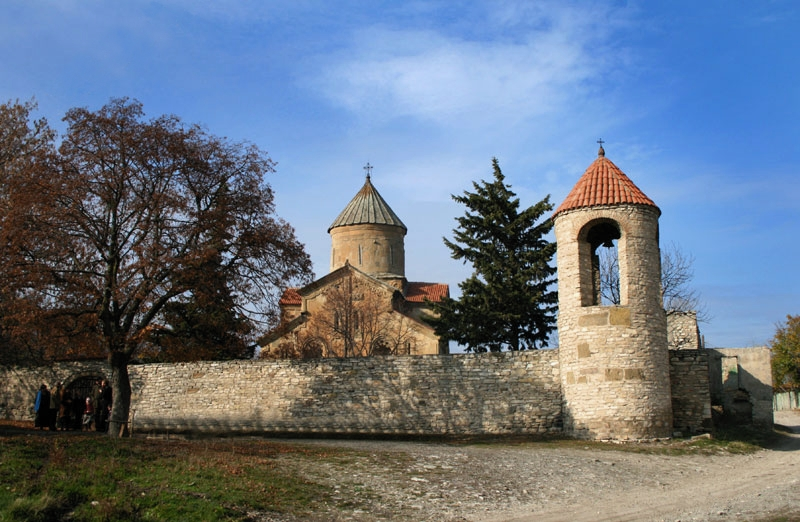
Ertazminda

Die Ertazminda-Kathedrale des heiligen Estates (Eustathius von Mzcheta) (georgisch ერთაწმინდის ტაძარი) ist eine mittelalterliche georgisch-orthodoxe Kathedrale in der georgischen Region Innerkartlien, in der Munizipalität Kaspi, im Zentrum des gleichnamigen Dorfes Ertazminda. Der Name „Ertazminda“ ist eine dissimilierte Form des Wortes „Estatezminda“ (georgisch ესტატეწმინდა, dt.: heiliger Eustathius).
Die Kathedrale wurde im 13. Jahrhundert errichtet. Sie ist aus gut behauenem Stein gebaut. Ihre große Kuppel ruht auf zwei freistehenden Pfeilern. Die Apsis wird von zwei zweistöckigen Nebenräumen flankiert. Die Kathedrale ist mit Wandmalerei geschmückt. Das Gebäude ist besonders durch seine reiche Fassade bekannt, die ein ornamentiertes Kreuz trägt.
Die Ertazminda-Kathedrale ähnelt stilistisch den Kirchen aus dem 12.–13. Jahrhundert, so der Ikorta-Kirche, Pitareti, Betania, Kwatachewi, Zughrughascheni und anderen.
Seit dem 17. Jahrhundert gehörte die Ertazminda-Kathedrale der georgischen Großgrundbesitzerfamilie Tarchnischwili. Dann wurde sie ein Familienfriedhof der Familie Saakadse. In dieser Kathedrale wurde der Kopf von Paata Saakadse, dem Sohn von Giorgi Saakadse, begraben.